# Daniel Ricciardo
Daniel Joseph Ricciardo (n. 1 iulie 1989, Perth, Australia de Vest, Australia) este un pilot de curse australian ce a concurat ultima dată în Campionatul Mondial de Formula 1 pentru echipa RB F1 Team. A debutat la Marele Premiu al Marii Britanii din 2011 cu echipa HRT.
Ricciardo s-a alăturat echipei Toro Rosso în 2012, după ce echipa și-a schimbat piloții și a folosit o mașină cu motor Ferrari în 2012 și 2013. În 2014, Ricciardo a fost promovat la Red Bull Racing ca înlocuitor pentru Mark Webber, alături de multiplul campion mondial, Sebastian Vettel. În primul său sezon cu Red Bull sub motorul Renault, Ricciardo a terminat pe locul trei în campionat cu primele sale trei victorii în Formula 1, în Canada, Ungaria, și Belgia.
După doi ani fără victorie, Ricciardo a revenit pe vârful podiumului la Marele Premiu al Malaysiei din 2016, în cele din urmă reușind locul 3 în campionat, pentru a doua oară în trei ani, la Marele Premiu al Mexicului din 2016. De atunci, a adăugat victorii la Marele Premiu al Azerbaidjanului în 2017 și la Marele Premiu al Chinei și Principatului Monaco în 2018. După 2018, Ricciardo a semnat cu Renault și a concurat pentru echipă în sezoanele 2019 și 2020, timp în care a reușit două clasări pe podium. S-a alăturat ulterior echipei McLaren pentru sezoanele de Formula 1 din 2021 și 2022, acolo unde a concurat alături Lando Norris. La Marele Premiu al Italiei din 2021, Ricciardo a obținut a opta sa victorie din carieră, și prima pentru McLaren de la Marele Premiu al Braziliei din 2012.
În august 2022, Ricciardo și McLaren au anunțat că nu-și vor mai prelungi colaborarea, astfel că australianul a rămas fără un loc în Formula 1 pentru sezonul din 2023. Totuși, în noiembrie 2022, el a fost anunțat drept pilot de rezervă al echipei Red Bull Racing pentru 2023.  Ulterior, l-a înlocuit pe Nyck de Vries la AlphaTauri după runda a zecea a sezonului, fiind împrumutat de la Red Bull Racing.

## Cariera în Formula 1

### HRT (2011)
Ricciardo a primit șansa de a-și face debutul în Formula 1 la Marele Premiu al Marii Britanii cu echipa HRT care se lupta în spatele grilei, ocupându-i locul lui Narain Karthikeyan în echipă. Ricciardo a rămas la echipă pentru restul sezonului, arătând semne de progres, comportându-se bine împotriva colegilor săi mai experimentați. Asta i-a câștigat o promovare la echipa Toro Rosso pentru sezonul 2012.

### Toro Rosso (2012-2013)
Ricciardo s-a descurcat rapid în a aduna puncte, terminând pe locul 9 în cursa sa de acasă de la Melbourne, acumulând totodată și primele sale puncte în Formula 1. Au trecut 11 curse până ca el să marcheze puncte din nou, în timp ce Scuderia Toro Rosso se afla aproape de coada  grilei. Susținut de sosirea lui James Key pentru a-l înlocui pe directorul tehnic Giorgio Ascanelli, Ricciardo a devenit un concurent regulat pentru puncte în a doua jumătate a sezonului. În Coreea de Sud, o problemă cu cutia de viteze l-a lăsat pe locul 21 pe grila de start, dar a terminat din nou pe nouă.
Ricciardo a fost în general înaintea lui Vergne în cel de-al doilea sezon împreună, în special în calificări unde a păstrat un avantaj semnificativ. Totuși, mașina a fost mai puțin competitivă decât predecesoarea ei, iar perechea s-a ridicat rar deasupra pozițiilor inferioare ce ofereau puncte. Cu toate acestea, când Mark Webber și-a anunțat retragerea din Formula 1, Red Bull l-a ales pe Ricciardo să îl înlocuiască în 2014.

### Red Bull Racing (2014-2018)

#### 2014

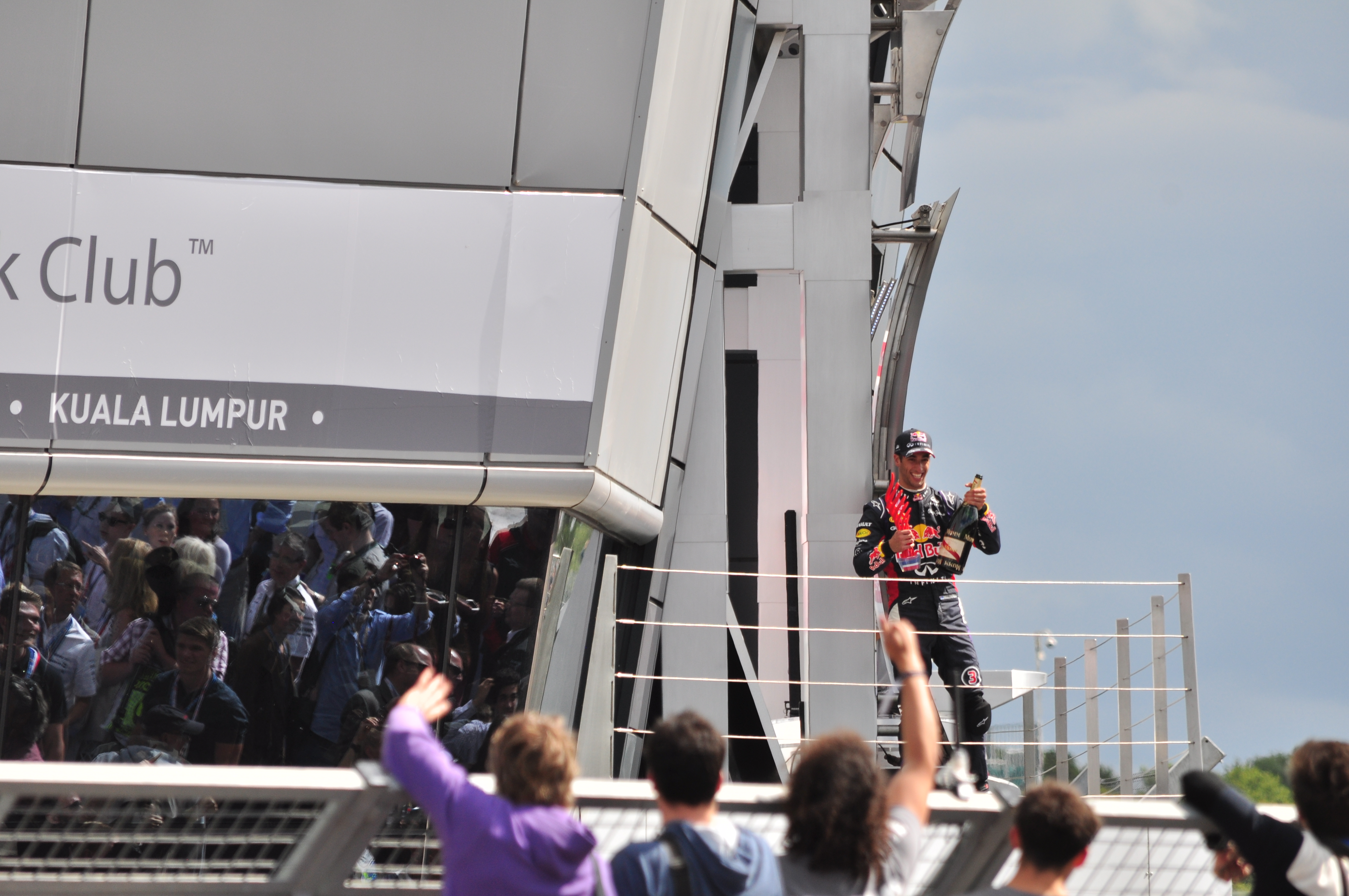
Daniel Ricciardo pe podium după Marele Premiu al Marii Britanii din 2014, după ce a terminat pe locul 3

Ricciardo s-a alăturat campionului en-titre, Sebastian Vettel, în timp ce speranțele lor la titlu scădeau: lângă mașina W05 dominantă a Mercedes-ului, RB10 a fost în mod clar cea de-a doua. Sezonul începuse cu o notă ușor amară, întrucât performanța lui Ricciardo spre locul doi, acasă în Australia, a fost recompensată doar cu descalificarea sa pentru o încălcare tehnică. Dar, în Canada, cele două mașini Mercedes s-au confruntat cu probleme, iar Ricciardo a profitat, trecând de Force India-ul lui Sergio Pérez prin exterior, în drum spre prima sa victorie. A doua victorie, în Ungaria, a fost mai întâmplătoare, datorită în mare parte mașinii de siguranță care a ieșit la timp. În Belgia a obținut a treia sa victorie, el fiind din nou cel mai bine plasat pilot pentru a profita de probleme la Mercedes - de data asta, după ce Lewis Hamilton și Nico Rosberg s-au acroșat între ei. Ricciardo a continuat acele reușite cu o serie de clasări puternice care l-au făcut să încheie anul pe locul trei.

#### 2015
În 2015, Red Bull a coborât în urma Ferrari și Williams în eforturile sale de a duce lupta pentru titlu în fața lui Mercedes. Mașinile Red Bull au fost reținute de unitatea de putere Renault, fiind mai puțin dezvoltată decât cele Mercedes și Ferrari. Ricciardo a obținut prima sa clasare în top 5 la Monaco, reușind și cel mai rapid tur al cursei. În timp ce se lupta pentru locul secund în Ungaria cu Nico Rosberg, parcursul său spre victorie s-a oprit când cei doi s-au ciocnit în timp ce îl vânau pe Sebastian Vettel. Ricciardo a reușit să termine pe locul 3, în spatele coechipierului său. A fost primul său podium de la Marele Premiu al Statelor Unite din 2014. El a înregistrat al doilea podium al sezonului în Singapore, unde a terminat al doilea și a înregistrat al treilea cel mai rapid tur al sezonului. Ricciardo a încheiat sezonul cu 92 de puncte pe locul opt în campionat, la trei puncte în spatele coechipierului Daniil Kveat.

#### 2016

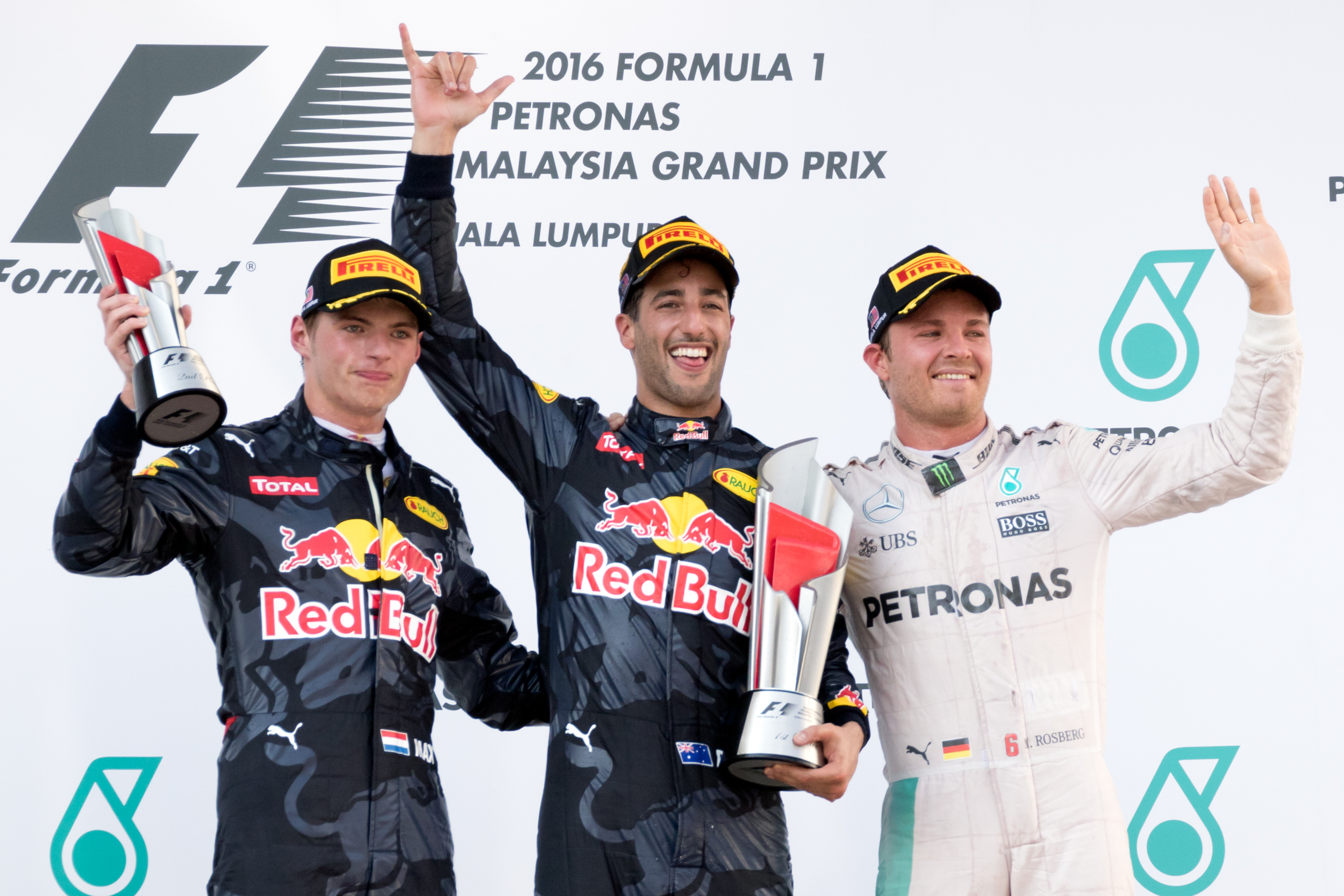
Daniel Ricciardo (centru) pe podium în Marele Premiu al Malaeziei din 2016, după ce a ieșit câștigătorul cursei

În 2016, cu Red Bull din nou capabilă să câștige curse, Ricciardo s-a putut lupta din nou pentru pozițiile din față. O șansă de victorie a venit în Spania unde, după ce a condus tururile de început, un apel greșit de strategie l-a scos pe Ricciardo de pe podium. Ceea ce a făcut ca pierderea să fie și mai grea, a fost faptul că victoria luată de către noul său coechipier, Max Verstappen. Ceva mai rău urma să vină la Monaco, unde Ricciardo, care a reușit să obțină pole position, a fost pe cale să câștige până când o oprire lentă la boxe l-a coborât în spatele lui Lewis Hamilton. În cele din urmă, victoria a ajuns la Sepang, ironic, în pofida lui Hamilton, când pilotul Mercedes a suferit o defecțiune a motorului. O a doua jumătate puternică a sezonului l-a văzut terminând al treilea în campionat în spatele piloților Mercedes.

#### 2017
Ricciardo s-a calificat pe locul 10 în Australia, prima cursă a sezonului 2017, după ce s-a învârtit în bariera de anvelope în Q3. El a suferit o penalizare de cinci locuri pe grilă din cauza unei schimbări neprogramate a cutiei de viteze ca urmare a accidentului. O problemă cu senzorul cutiei de viteze l-a împiedicat să ia startul iar, când a pornit, cu două tururi în urmă, o problemă bruscă de presiune a combustibilului i-a încheiat cursa după 25 de tururi. El a câștigat al cincilea Mare Premiu în Azerbaidjan, după ce s-a calificat pe locul 10. El a terminat pe podium de cinci ori la rând între Spania și Austria, și apoi de trei ori la rând în Singapore, Malaezia și Japonia. În ciuda faptului că și-a menținut locul patru în campionatul piloților pentru o mare parte a sezonului, retragerile în trei dintre ultimele patru curse (inclusiv cursa finală de la Abu Dhabi) l-au văzut pe Ricciardo să coboare pe locul 5 în campionat, la cinci puncte în spatele lui Kimi Räikkönen.

#### 2018
Ricciardo a început sezonul cu un loc 4 în Australia, de pe locul opt pe grilă, după o penalizare de trei locuri pentru viteză în condiții de steag roșu. În Bahrain, a înregistrat o retragere după o defecțiune electrică în al doilea tur. Rezultatul său în Marele Premiu al Chinei din 2018 a fost mult mai bun, luând o victorie impunătoare de aproape nouă secunde avans, după ce a început de pe locul șase pe grilă. La Marele Premiu al Azerbaidjanului din 2018, Ricciardo s-a luptat pentru locul 4 cu coechipierul Max Verstappen în a doua jumătate a cursei. Aripa sa din față a făcut contact puternic cu spatele coechipierului său, iar incidentul i-a făcut pe ambii piloți să se retragă. La Marele Premiu al Spaniei din 2018, Ricciardo a terminat pe locul cinci și a stabilit recordul pe tur al circuitului, în ciuda faptului că s-a învârtit sub mașina virtuală de siguranță. Venind la Marele Premiu al Principatului Monaco din 2018, Ricciardo și Verstappen au fost considerați favoriți pentru a câștiga cursa datorită șasiului și forței superioare ale mașinilor lor. Ricciardo a ajuns în fruntea tuturor celor trei sesiuni de antrenament înainte de calificare, doborând recordul pe tur cu fiecare sesiune. Ricciardo a reușit să-și asigure al doilea pole al carierei la Monaco, stabilind din nou un record de tur. În cursă, Ricciardo a reușit să rețină Ferrari-ul lui Sebastian Vettel pentru a câștiga prima sa cursă de la Monaco și obținând prima victorie din carieră plecând din pole position, în ciuda faptului că a trebuit să gestioneze o pierdere de putere din cauza unei probleme de putere pe tot parcursul cursei. Mai târziu în sezon, a ajuns la cele mai multe retrageri din sezonul 2018, cu 8 retrageri în total. El a reușit patru tururi rapide în sezon, în Australia, China, Spania și Ungaria și a terminat sezonul pe locul șase în Campionatul Mondial al Piloților cu 170 de puncte.

### Renault (2019-2020)

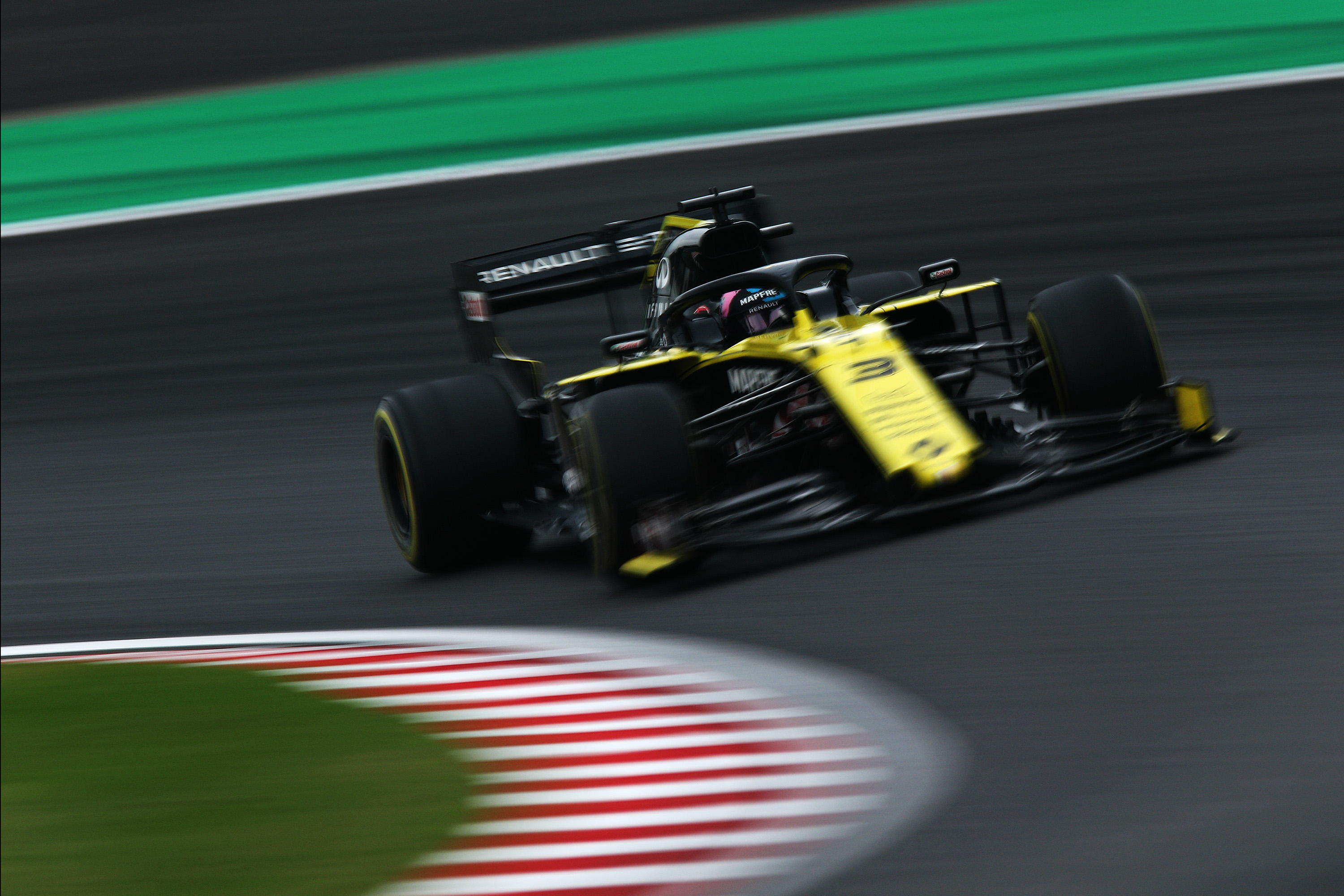
Daniel Ricciardo în Marele Premiu al Japoniei din 2019

Cu Renault, Ricciardo a avut un început dificil în sezonul 2019, cu doar patru finalizări în puncte primele 12 curse ale anului. Mașina nu era de încredere și majoritatea circuitelor nu s-au legat bine de mașina care i-a afectat primele curse ale australianului cu echipa franceză. Cu toate acestea, Ricciardo și-a dominat coechipierul în calificări (9-3) și a marcat 22 de puncte înainte de pauza de vară, cu 5 mai mult decât Hülkenberg. Cel mai bun rezultat al său cu Renault în prima jumătate a anului 2019 a fost locul 6 la Montreal, unde a avut o performanță solidă și s-a luptat chiar și cu Mercedes-ul lui Valtteri Bottas. După trei curse fără să marcheze puncte, australianul a terminat pe un impresionant loc patru în Marele Premiu al Italiei din 2019. Ricciardo nu terminase în primii patru într-un Mare Premiu de la Marele Premiu al Abu Dhabi din 2018, ultima sa cursă cu Red Bull. Australianul a terminat în primii zece doar de patru ori în ultimele șapte curse, deși locul său șase din Japonia nu a contat, deoarece ambele mașini Renault au fost descalificate. Ricciardo și-a încheiat primul an cu Renault pe locul nouă, cu 54 de puncte.
Ricciardo a început sezonul 2020 cu o retragere, după care a urmat un sezon aproape de neimaginat. În afară de două clasări pe locurile 14 și 11, el a terminat fiecare cursă în puncte, ba chiar a reușit și două podiumuri, în Marele Premiu de la Eifel și cel de la Emilia-Romagna. El a terminat sezonul pe locul 5 cu 119 puncte acumulate, la 6 puncte de locul 4.

### McLaren (2021-2022)

#### 2021
După plecarea lui Carlos Sainz Jr. de la McLaren, britanicii l-au anunțat imediat pe Ricciardo ca înlocuitor. Ricciardo a motivat mutarea datorită revenirii echipei McLaren la motoare Mercedes pentru sezonul 2021. El îl va avea coechipier pe Lando Norris, care a fost păstrat de echipă.
În prima sa a sezonului, Marele Premiu al Bahrainului din 2021, s-a calificat de pe locul 6, peste coechipierul său. În turul 4, Ricciardo a fost lovit de Pierre Gasly și a suferit avarii la podeaua mașinii sale, ducând la pierderea unei cantități considerabile de forță aerodinamică. În ciuda pierderii de performanță, Ricciardo a reușit să termine cursa pe locul 7. În următoarele 12 curse, el a terminat în puncte de 8 ori, cea mai bună poziție a sa fiind locul 4 în Marele Premiu al Belgiei din 2021, o cursă scurtată de doar două tururi din cauza ploii.

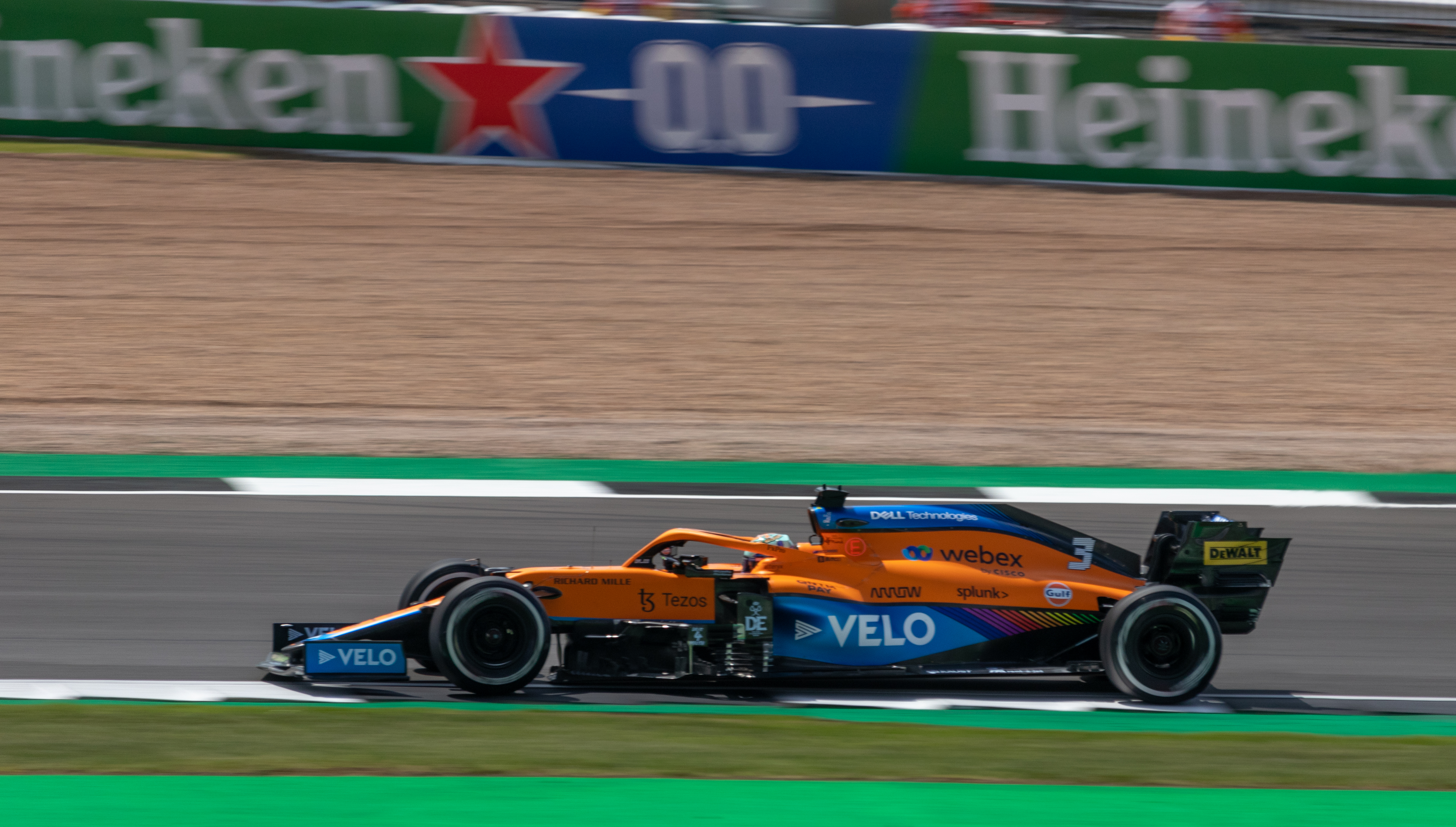
Ricciardo în

Ricciardo s-a calificat pe locul 5 pentru Marele Premiu al Italiei din 2021, cu 6 miimi de secunde mai lent decât coechipierul său. În cursa de sprint de sâmbătă, Ricciardo a câștigat două poziții în turul de deschidere pentru a termina pe locul 3, câștigând un punct de campionat. Ca urmare a unei penalizări pe grilă suferite de Valtteri Bottas, acesta a început Marele Premiu de duminică în prima linie. La începutul cursei, Ricciardo a avut un start mai bun decât pilotul din pole, Max Verstappen, și a preluat conducerea în turul 1. L-a ținut pe Verstappen timp de 21 de tururi, supraviețuind unei reporniri după mașina de siguranță și presiunii din partea lui Norris pentru a-și revendica prima victorie cu McLaren, stabilind și cel mai rapid tur al cursei. Aceasta a fost, de asemenea, prima victorie a echipei de la Marele Premiu al Braziliei din 2012 și prima clasare 1-2 de la Marele Premiu al Canadei din 2010.
În ultimele 8 curse ale sezonului, el a mai marcat puncte în doar 3 dintre ele: locul 4 în Rusia și locul 5 în Statele Unite și Arabia Saudită. El a încheiat sezonul pe locul 8 în clasamentul piloților, înscriind 115 puncte cu un singur podium, victoria în cursa de la Monza.

#### 2022
Ricciardo a ratat ultima zi a testelor de presezon din 2022 din Bahrain, din cauza unui test pozitiv de COVID-19 pe 11 martie. El a fost eliberat din izolare la timp pentru cursa de deschidere a sezonului, pe 20 martie. El a început slab sezonul, obținând doar locul 14 în Bahrain și retrăgându-se în cursa din Arabia Saudită, însă, în cursa de acasă din Australia, Ricciardo a marcat primele puncte ale sezonului, clasându-se pe locul 6.  Au urmat din nou patru curse fără puncte înainte de a terminat Marele Premiu al Azerbaidjanului pe locul 8. Această clasare a fost urmată ulterior de două finalizări pe locul 9 în Austria și Franța.
În august 2022, McLaren și Ricciardo și-au reziliat contractul cu un an mai devreme, de comun acord. După calificările pentru Marele Premiu al Japoniei, Ricciardo a anunțat că nu va fi pe grilă pentru sezonul de Formula 1 din 2023. Datorită unei performanțe mai bune în a doua jumătate a sezonului, în care a înscris puncte în trei dintre ultimele sale șase curse, Ricciardo a reușit să termine sezonul pe locul 11 în Campionatul Piloților, deși McLaren avea să termine în spatele lui Alpine în Campionatul Constructorilor. În ciuda îmbunătățirii sale la sfârșitul sezonului, Ricciardo a încheiat totuși sezonul 2022 cu un deficit considerabil de 85 de puncte față de coechipierul Norris, care a terminat pe locul șapte în Campionat.
După ce a părăsit McLaren la sfârșitul sezonului 2022, Ricciardo a ales să se alăture Red Bull Racing ca pilot de rezervă pentru sezonul 2023.

### AlphaTauri / RB (2023-2024)

#### 2023
AlphaTauri a reziliat contractul cu Nyck de Vries după Marele Premiu al Marii Britanii din 2023. În aceeași zi, Ricciardo a condus mașina Red Bull RB19 la testele de anvelope Pirelli și s-a anunțat că va ocupa locul vacant, revenind în echipa AlphaTauri și în Formula 1 pentru Marele Premiu al Ungariei din 2023. Ricciardo s-a calificat și a terminat pe locul 13 în prima sa cursă. La Marele Premiu al Belgiei, Ricciardo s-a calificat pe locul 19 pentru cursa principală după ce a încălcat limitele de pistă în ultimul său tur de calificare, în timp ce coechipierul Tsunoda s-a calificat pe locul 11, ratând la limita accederea în Q3. În cursă, Ricciardo a terminat pe locul 16, în timp ce Tsunoda a câștigat un punct prin clasarea pe locul 10.
În timpul celei de-a doua sesiune de antrenamente liber a Marelui Premiu al Țărilor de Jos, Ricciardo a suferito o fractură de os metacarpian la mână, împiedicându-l să concureze pentru tot restul weekendului. Liam Lawson l-a înlocuit pe Ricciardo, făcându-și astfel debutul în F1. Accidentarea lui Riccardo l-a forțat să rateze următoarele patru runde, Lawson fiind înlocuitorul acestuia pentru toate cele patru evenimente, dar a revenit pentru Marele Premiu al Statelor Unite. Ricciardo s-a calificat pe locul patru pentru Marele Premiu de la Ciudad de México. El a terminat cursa pe locul 7, oferind echipei AlphaTauri cel mai bun rezultat al sezonului. Ulterior, acest rezultat a dus-o pe AlphaTauri pe locul 8 în campionatul constructorilor, după ce s-a aflat pe ultimul loc în cea mai mare parte a sezonului.

#### 2024

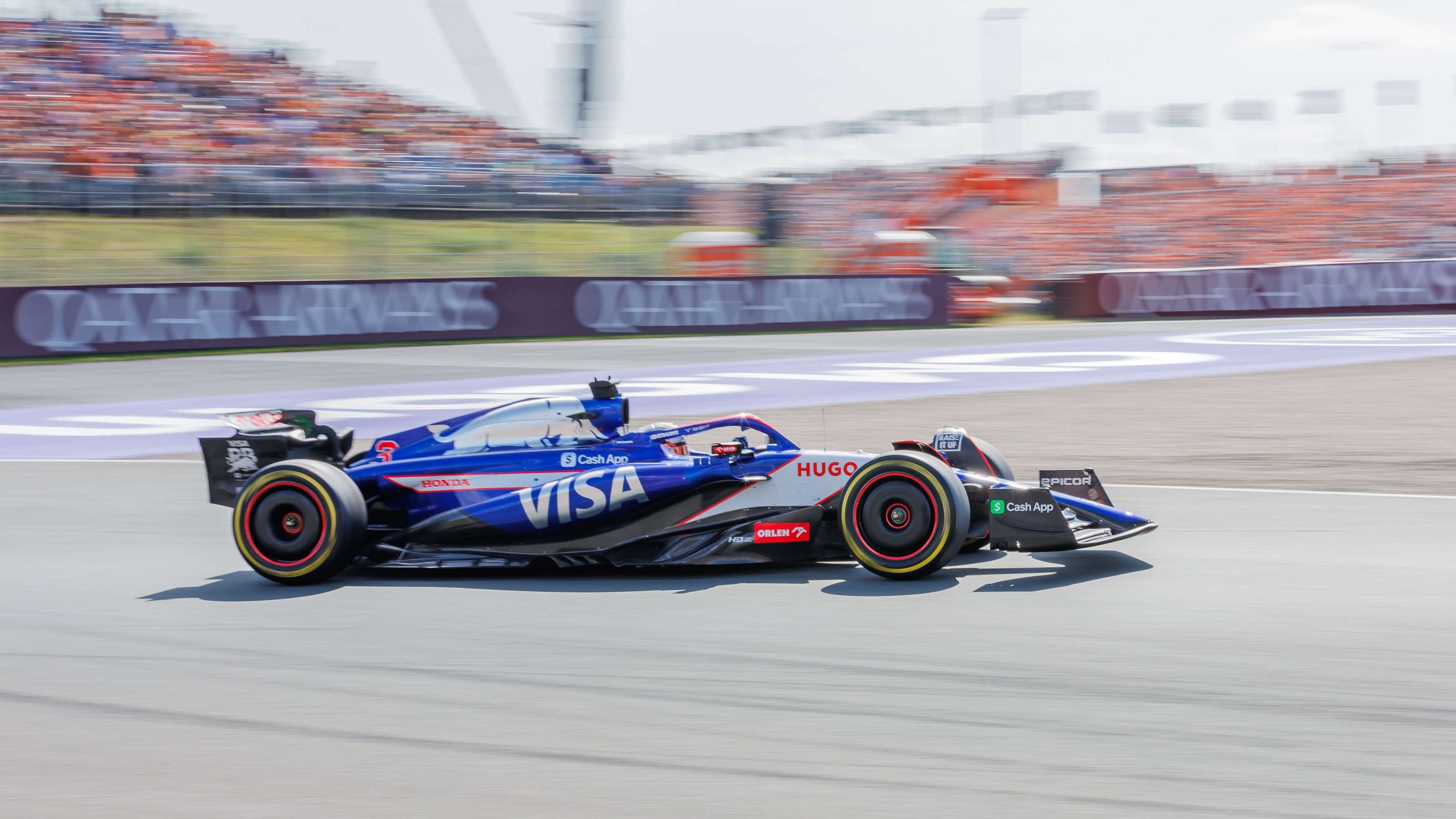
Ricciardo în Marele Premiu al Țărilor de Jos din 2024

AlphaTauri, redenumită ca RB pentru 2024, l-a păstrat pe Ricciardo alături de Yuki Tsunoda. Ricciardo a început sezonul cu locul 13 în Bahrain, după ce a făcut schimb de locuri cu Tsunoda într-o încercare eșuată de a-l depăși pe Kevin Magnussen. În Arabia Saudită, el s-a calificat pe locul 14, dar a terminat pe locul 16 după ce a ieșit în decor în ultimul tur. În cursa de acasă din Australia a fost eliminat în Q1 pentru depășirea limitelor pistei, dar și-a îmbunătățit poziția în cursă, terminând pe locul 12.
La Marele Premiu al Japoniei, Ricciardo a ratat la limită Q3, dar a abandonat în primul tur după o coliziune cu Alexander Albon. În China, a terminat pe locul 11 în sprint, dar s-a retras în cursa principală în urma unei coliziuni din spate cu Lance Stroll. A obținut primele puncte din sezon în sprintul de la Miami cu locul patru, impresionând prin defensiva sa împotriva lui Carlos Sainz Jr. Ricciardo a ajuns pentru prima dată în Q3 în cursa de la Emilia-Romagna, plecând de pe locul al nouălea, dar a terminat al 13-lea. După ce a terminat pe locul 12 la Monaco, el a uimit cu locul cinci în calificările din Canada, asigurându-și apoi primele puncte de Mare Premiu ale sezonului cu locul opt în cursă, în ciuda unei penalizări. Și-a adăugat locul nouă în Austria și locul 10 în Belgia, dar a avut probleme în alte curse.
Speculațiile cu privire la viitorul lui Ricciardo s-au intensificat după o cursă dificilă în Singapore, unde a terminat pe locul 18, dar a stabilit cel mai rapid tur al cursei. Câteva zile mai târziu, RB l-a înlocuit cu Liam Lawson pentru restul sezonului. Ricciardo a terminat pe locul 17 în clasament, cu 12 puncte, marcând un an dificil pe care Autosport l-a numit drept o „pierdere de timp” pentru revenirea sa la Red Bull.

## Parcursul în Formula 1
| Legendă      | Legendă                                                |
| Culoare      | Rezultat                                               |
| ------------ | ------------------------------------------------------ |
| Auriu        | Câștigător                                             |
| Argintiu     | Locul 2                                                |
| Bronz        | Locul 3                                                |
| Verde        | Alte locuri care punctează                             |
| Albastru     | Alte locuri                                            |
| Albastru     | Nu s-a clasat, dar a terminat cursa (NC)               |
| Purpuriu     | A abandonat cursa (Ab)                                 |
| Negru        | Descalificat (DSC)                                     |
| Alb          | Nu a luat startul (NS)                                 |
| Roșu         | Nu s-a calificat (NSC)                                 |
| Fără culoare | Retras înainte de calificări (Ret)                     |
| Fără culoare | Exclus (EX)                                            |
| Fără culoare | Nu a participat (celulă goală)                         |
| Adnotare     | Însemnătate                                            |
| P            | Pole position                                          |
| R            | Cel mai rapid tur                                      |
| 1            | Poziția finală în cursa sprint                         |
| *            | Nu a terminat, dar a parcurs mai mult de 90% din cursă |

| Sezon | Echipă          | Șasiu    | Motor                                  | 1       | 2       | 3      | 4       | 5      | 6       | 7      | 8      | 9      | 10     | 11     | 12     | 13      | 14      | 15      | 16     | 17      | 18      | 19      | 20     | 21     | 22     | 23  | 24  | Poz. | Puncte |
| ----- | --------------- | -------- | -------------------------------------- | ------- | ------- | ------ | ------- | ------ | ------- | ------ | ------ | ------ | ------ | ------ | ------ | ------- | ------- | ------- | ------ | ------- | ------- | ------- | ------ | ------ | ------ | --- | --- | ---- | ------ |
| 2011  | STR             | STR6     | Ferrari 056 2.4 V8                     | AUS PT  | MAL PT  | CHN PT | TUR PT  | ESP PT | MCO PT  | CAN PT | EUR PT |        |        |        |        |         |         |         |        |         |         |         | N/A    | 27     | 0      |     |     |      |        |
| 2011  | HRT             | F111     | Cosworth CA2011 2.4 V8                 |         |         |        |         |        |         |        |        | GBR 19 | DEU 19 | HUN 18 | BEL Ab | ITA NC  | SGP 19  | JPN 22  | KOR 19 | IND 18  | ABU Ab  | BRA 20  | N/A    | 27     | 0      |     |     |      |        |
| 2012  | STR             | STR7     | Ferrari 056 2.4 V8                     | AUS 9   | MAL 12  | CHN 17 | BHR 15  | ESP 13 | MCO Ab  | CAN 14 | EUR 11 | GBR 13 | DEU 13 | HUN 15 | BEL 9  | ITA 12  | SGP 9   | JPN 10  | KOR 9  | IND 13  | ABU 10  | USA 12  | BRA 13 | N/A    | N/A    | N/A | N/A | 18   | 10     |
| 2013  | STR             | STR8     | Ferrari 056 2.4 V8                     | AUS Ab  | MAL 18* | CHN 7  | BHR 16  | ESP 10 | MCO Ab  | CAN 15 | GBR 8  | DEU 12 | HUN 13 | BEL 10 | ITA 7  | SGP Ab  | KOR 19* | JPN 13  | IND 10 | ABU 16  | USA 11  | BRA 10  | N/A    | N/A    | N/A    | N/A | N/A | 14   | 20     |
| 2014  | Red Bull Racing | RB10     | Renault Energy F1-2014 1.6 V6 t        | AUS DSC | MAL Ab  | BHR 4  | CHN 4   | ESP 3  | MCO 3   | CAN 1  | AUT 8  | GBR 3  | DEU 6  | HUN 1  | BEL 1  | ITA 5   | SGP 3   | JPN 4   | RUS 7  | USA 3   | BRA Ab  | ABU 4R  | N/A    | N/A    | N/A    | N/A | N/A | 3    | 238    |
| 2015  | Red Bull Racing | RB11     | Renault Energy F1-2015 1.6 V6 t        | AUS 6   | MAL 10  | CHN 9  | BHR 6   | ESP 7  | MCO 5R  | CAN 13 | AUT 10 | GBR Ab | HUN 3R | BEL Ab | ITA 8  | SGP 2R  | JPN 15  | RUS 15* | USA 10 | MEX 5   | BRA 11  | ABU 6   | N/A    | N/A    | N/A    | N/A | N/A | 8    | 92     |
| 2016  | Red Bull Racing | RB12     | TAG Heuer 1.6 V6 t                     | AUS 4R  | BHR 4   | CHN 4  | RUS 11  | ESP 4  | MCO 2P  | CAN 7  | EUR 7  | AUT 5  | GBR 4  | HUN 3  | DEU 2R | BEL 2   | ITA 5   | SGP 2R  | MAL 1  | JPN 6   | USA 3   | MEX 3R  | BRA 8  | ABU 5  | N/A    | N/A | N/A | 3    | 256    |
| 2017  | Red Bull Racing | RB13     | TAG Heuer 1.6 V6 t                     | AUS Ab  | CHN 4   | BHR 5  | RUS Ab  | ESP 3  | MCO 3   | CAN 3  | AZE 1  | AUT 3  | GBR 5  | HUN Ab | BEL 3  | ITA 4R  | SGP 2   | MAL 3   | JPN 3  | USA Ab  | MEX Ab  | BRA 6   | ABU Ab | N/A    | N/A    | N/A | N/A | 5    | 200    |
| 2018  | Red Bull Racing | RB14     | TAG Heuer 1.6 V6 t                     | AUS 4R  | BHR Ab  | CHN 1R | AZE Ab  | ESP 5R | MCO 1P  | CAN 4  | FRA 4  | AUT Ab | GBR 5  | DEU Ab | HUN 4R | BEL Ab  | ITA Ab  | SGP 6   | RUS 6  | JPN 4   | USA Ab  | MEX AbP | BRA 4  | ABU 4  | N/A    | N/A | N/A | 6    | 170    |
| 2019  | Renault         | R.S.19   | Renault E-Tech 19 1.6 V6 t             | AUS Ab  | BHR 18* | CHN 7  | AZE Ab  | ESP 12 | MCO 9   | CAN 6  | FRA 11 | AUT 12 | GBR 7  | DEU Ab | HUN 14 | BEL 14  | ITA 4   | SGP 14  | RUS Ab | JPN DSC | MEX 8   | USA 6   | BRA 6  | ABU 11 | N/A    | N/A | N/A | 9    | 54     |
| 2020  | Renault         | R.S.20   | Renault E-Tech 20 1.6 V6 t             | AUT Ab  | STI 8   | HUN 8  | GBR 4   | 70A 14 | ESP 11  | BEL 4R | ITA 6  | TOS 4  | RUS 5  | EIF 3  | PRT 9  | EMR 3   | TUR 10  | BHR 7   | SKR 5  | ABU 7R  | N/A     | N/A     | N/A    | N/A    | N/A    | N/A | N/A | 5    | 119    |
| 2021  | McLaren         | MCL35M   | Mercedes M12 E Performance 1.6 V6 t    | BHR 7   | EMR 6   | PRT 9  | ESP 6   | MCO 12 | AZE 9   | FRA 6  | STI 13 | AUT 7  | GBR 5  | HUN 11 | BEL 4  | NLD 11  | ITA 31R | RUS 4   | TUR 13 | USA 5   | CMX 12  | SAP Ab  | QAT 12 | SAU 5  | ABU 12 | N/A | N/A | 8    | 115    |
| 2022  | McLaren         | MCL36    | Mercedes F1 M13 E Performance 1.6 V6 t | BHR 14  | SAU Ab  | AUS 6  | EMR 618 | MIA 13 | ESP 17  | MCO 13 | AZE 8  | CAN 11 | GBR 13 | AUT 9  | FRA 9  | HUN 15  | BEL 15  | NLD 17  | ITA Ab | SGP 5   | JPN 11  | USA 16  | CMX 7  | SAP Ab | ABU 9  | N/A | N/A | 11   | 37     |
| 2023  | AlphaTauri      | AT04     | Honda RBPT001 V6 t                     | BHR     | SAU     | AUS    | AZE     | MIA    | MCO     | ESP    | CAN    | AUT    | GBR    | HUN 13 | BEL 16 | NLD Ret | ITA     | SGP     | JPN    | QAT     | USA 15  | CMX 7   | SAP 13 | LVG 14 | ABU 11 | N/A | N/A | 17   | 6      |
| 2024  | RB              | VCARB 01 | Honda RBPTH002 V6 t                    | BHR 13  | SAU 16  | AUS 12 | JPN Ab  | CHN Ab | MIA 415 | EMR 13 | MCO 12 | CAN 8  | ESP 15 | AUT 9  | GBR 13 | HUN 12  | BEL 10  | NLD 12  | ITA 13 | AZE 13  | SGP 18R | USA     | CMX    | SAP    | LVG    | QAT | ABU | 17   | 12     |
| Sezon | Echipă          | Șasiu    | Motor                                  | 1       | 2       | 3      | 4       | 5      | 6       | 7      | 8      | 9      | 10     | 11     | 12     | 13      | 14      | 15      | 16     | 17      | 18      | 19      | 20     | 21     | 22     | 23  | 24  | Poz. | Puncte |